# 傅尙文
傅尚文（？—1527年），字元質，湖广岳州府華容縣人，匠籍。明朝政治人物。

## 生平
正德五年（1513年）癸酉科湖广乡试舉人，九年（1514年）甲戌科三甲第三名進士，授大理寺评事，正德十四年四月因諫武宗南巡被廷杖，降为南京户部照磨。十六年四月世宗继位後，恢复原职，嘉靖初升大理寺右寺副，二年二月升云南按察司佥事，六年六月升江西按察司副使，未任而卒。